# Trzciniec (województwo śląskie)
Trzciniec – wieś w Polsce położona w województwie śląskim, w powiecie zawierciańskim, w gminie Kroczyce.
W latach 1975–1998 miejscowość położona była w województwie częstochowskim.
Wieś malowniczo położona pośród sosnowych lasów i pól. Obecnie miejscowość z rolniczej, staje się turystyczno-letniskową.